# 狭果囊薹草
狭果囊薹草（学名：Carex angustiutricula）为莎草科薹草属下的一个种。分布于中国大陆的四川等地，生长于海拔1,600米的地区，多生长于山坡湿处。

## 扩展阅读
- 維基物種上的相關：狭果囊薹草